# Христо Лазаров
Христо Лазаров Начев е български революционер, Ботев четник.

## Биография
Христо Лазаров е роден в разложкото село Добринища, тогава в Османската империя, днес в България. Емигрира в Румъния и влиза в средите на революционната емиграция и кръга на Христо Ботев. След избухването на Априлското въстание в 1876 година постъпва в неговата чета и участва във всичките и сражения. След разгрома на четата е в групата, начело с Димитър Икономов, която е заловена край Литаково, заловена на 27 май. Осъден е в София, но успява да избяга в Румъния. При избухването на Руско-турската война е доброволец в 4-та дружина на Българското опълчение и се сражава на Шипка. Носител е на орден „За храброст“. След 1878 година се установява в София.
Деец е на Македонската организация – през 1897 година е делегат от Рилското македонско дружество на Четвъртия, а в 1900 година – на Седмия македонски конгрес.

## Памет
В Добринище, в парка пред балнеосанаториума, е поставен паметник на Григор Мацин и Христо Лазаров – невисока неправилна пирамида от бетон с мозайка, лежаща на двустъпна основа. На лицевата ѝ страна е монтирана мраморна паметна плоча. Наоколо е оформена малка градинка, оградена с бетонен перваз и декоративна ограда.